# Microstrobos
Microstrobos ist eine Pflanzengattung mit nur zwei Arten in der Familie der Steineibengewächse (Podocarpaceae). Sie werden auch Zwergstroben genannt.

## Beschreibung
Es sind immergrüne Sträucher. Die Laubblätter sind nicht nadelförmig, sondern schuppenförmig und derb; sie stehen in vier bis fünf Reihen an den Zweigen.
Sie sind zweihäusig getrenntgeschlechtig (diözisch). Die männlichen und weiblichen, eiförmigen bis kugeligen Zapfen stehen einzeln an den Zweigen. Die männlichen Zapfen sind 2 bis 3 mm lang und enthalten acht bis 15 Staubblätter. Die weiblichen Zapfen sind 2,5 mm lang und bestehen aus drei bis acht fertilen Zapfenschuppen, die anders als bei den übrigen Gattungen der Podocarpaceae nicht fleischig sind. Anders als bei den meisten Podocarpaceae sind die Samen zu mehreren in kleinen Zapfen (daher auch der botanische Name aus den griechischen Wörtern: mikros für klein und strobos für Zapfen). Die braunen oder gräulichen Samen weisen einen Durchmesser von etwa 1 mm auf.

## Verbreitung
Eine Art ist endemisch im australischen New South Wales, die andere ist endemisch in Tasmanien.

## Systematik
In der Gattung Microstrobos gibt es nur zwei Arten:
- Australische Zwergstrobe (Microstrobos fitzgeraldii (F. Muell.) J. Garden & L.A.S. Johnson; Syn.: Dacrydium fitzgeraldii F. Muell., Pherosphaera fitzgeraldii (F. Muell.) Hook. f.), Heimat: New South Wales (Australien).
- Tasmanische Zwergstrobe (Microstrobos niphophilus J. Garden & L.A.S. Johnson; Syn.: Pherosphaera hookeriana W. Archer bis), Heimat: Tasmanien, meist in Höhenlagen oberhalb 1000 Meter.